# Calosoma panderi
Calosoma panderi – gatunek chrząszcza z rodziny biegaczowatych (Carabidae).

## Wygląd
Chrząszcz ten osiąga od 16,5 do 22 mm. Ma dość szerokie, lekko spłaszczone ciało. 

## Występowanie
Występuje na terenie Kazachstanu.

## Ekologia
Colosoma panderi należy do owadów drapieżnych. Nie ma zdolności latania. 